# Gypsonomoides delitana
Gypsonomoides delitana är en fjärilsart som beskrevs av Fischer von Röslerstamm 1839. Gypsonomoides delitana ingår i släktet Gypsonomoides och familjen vecklare. Inga underarter finns listade i Catalogue of Life.